# Permitidos
Permitidos (bra: Permitidos) é um filme argentino de comédia romântica, dirigido por Ariel Winograd [es] e lançado em agosto de 2016. Foi escrito por Julián Loyola, Gabriel Korenfeld e Jonathan Kleiman, sobre uma ideia do segundo, e dirigido por Ariel Winograd. É protagonizado por Lali Espósito e Martín Piroyansky.

## Sinopse
Uma pessoa permitida tem a oportunidade de entrar em um relacionamento com uma celebridade com o consentimento de seu parceiro. Camila e Mateo, quase como um jogo, colocam o conceito em prática. Mas quando Mateo realmente sabe o que é permitido, o conflito começa no casal, o que se torna ainda mais complicado quando Camila conhece o que é permitido.

## Elenco
- Lali Espósito como Camila Reyes.
- Martín Piroyansky como Mateo Onduras.
- Liz Solari como Zoe Del Río.
- Benjamín Vicuña como Joaquín Campos.
- Guillermo Arengo como Antonio Boecchi.
- Ana Pauls como Paula Carmuni.
- Maruja Bustamante como Soledad Cernat.
- Gastón Cocchiarale como Rama palo.
- Chang Sung Kim como Jefe.
- Abel Ayala como El Kun.
- Pablo Rago como Médico.
- Miguel Granados.
- Miriam Odorico como Madre de Mateo.

## Recepção

### Crítica
| Críticas profissionais | Críticas profissionais |
| Avaliações da crítica  | Avaliações da crítica  |
| Fonte                  | Avaliação              |
| ---------------------- | ---------------------- |
| Todas Las Críticas     | 7 de 10 estrelas.      |

O filme recebeu críticas favoráveis mistas. Santiago García, do site Leer Cine, elogiou a direção de Ariel Winograd, comentando que seu progresso, filme após filme, fez dele um “especialista” no gênero de comédia. Ele também menciona que, com o filme, o cinema argentino se aventura com sucesso na comédia maluca, que combina o melhor do cinema de Hollywood e a Era de Ouro do cinema argentino. Por sua vez, Emiliano Basile, do portal Escribiendo Cine, atribui uma classificação de 8/10, destacando a “antes e depois da comédia romântica argentina” que o filme implica. Ele assegura que o filme leva a catarse feminina de Um Namorado para Minha Esposa, os personagens sem inocência de Relatos Selvagens e a questão da imagem da mídia em Casei com um Idiota, combinando-os de uma maneira “eficaz”. Enquanto isso, Diego Alvarez, do site Cuatro Bastardos, deu ao filme uma pontuação perfeita, destacando a direção de Winograd e as performances de Piroyansky, a quem ele considera “impecável”, e Espósito, acrescentando que a atriz é a revelação de atuação e que sua atuação “certamente permanecerá nos registros do cinema nacional”.
Por seu lado, o crítico Gaspar Zimerman, do jornal Clarín, descreveu o filme como regular e criticou seu resultado, que ele descreveu como “fraco”.

## Home Video
Em 2 de novembro de 2016, a editora argentina Transeuropa lançou o filme em DVD. Traz áudio em espanhol 5.1, legendas em espanhol e propoção 16:9. Possui material que inclui o trailer do filme, erros de gravação durante as filmagens, making of, semanários de filmes, comentários em áudio do diretor, cenas excluídas e os clipes “Cumbia del Permitido” e “Rata de dos patas”.

## Histórico de estreias
| País      | Data                   | Distribuidora                       | Ref.                |
| --------- | ---------------------- | ----------------------------------- | ------------------- |
| Argentina | 4 de agosto de 2016    | Buena Vista                         | [ 12 ]              |
| Uruguai   | 18 de agosto de 2016   | Buena Vista                         | [ 13 ]              |
| Paraguai  | 25 de agosto de 2016   | Filmagicp                           | [carece de fontes?] |
| Peru      | 3 de novembro de 2016  | Delta Films Perú                    | [ 14 ]              |
| Bolívia   | 1 de dezembro de 2016  | Distrifilms                         | [ 15 ]              |
| Equador   | 23 de dezembro de 2016 | Walt Disney Studios Motion Pictures | [ 16 ]              |
| Israel    | 9 de março de 2017     | United King Films                   | [ 17 ] [ 18 ]       |